# Platane Albertplatz

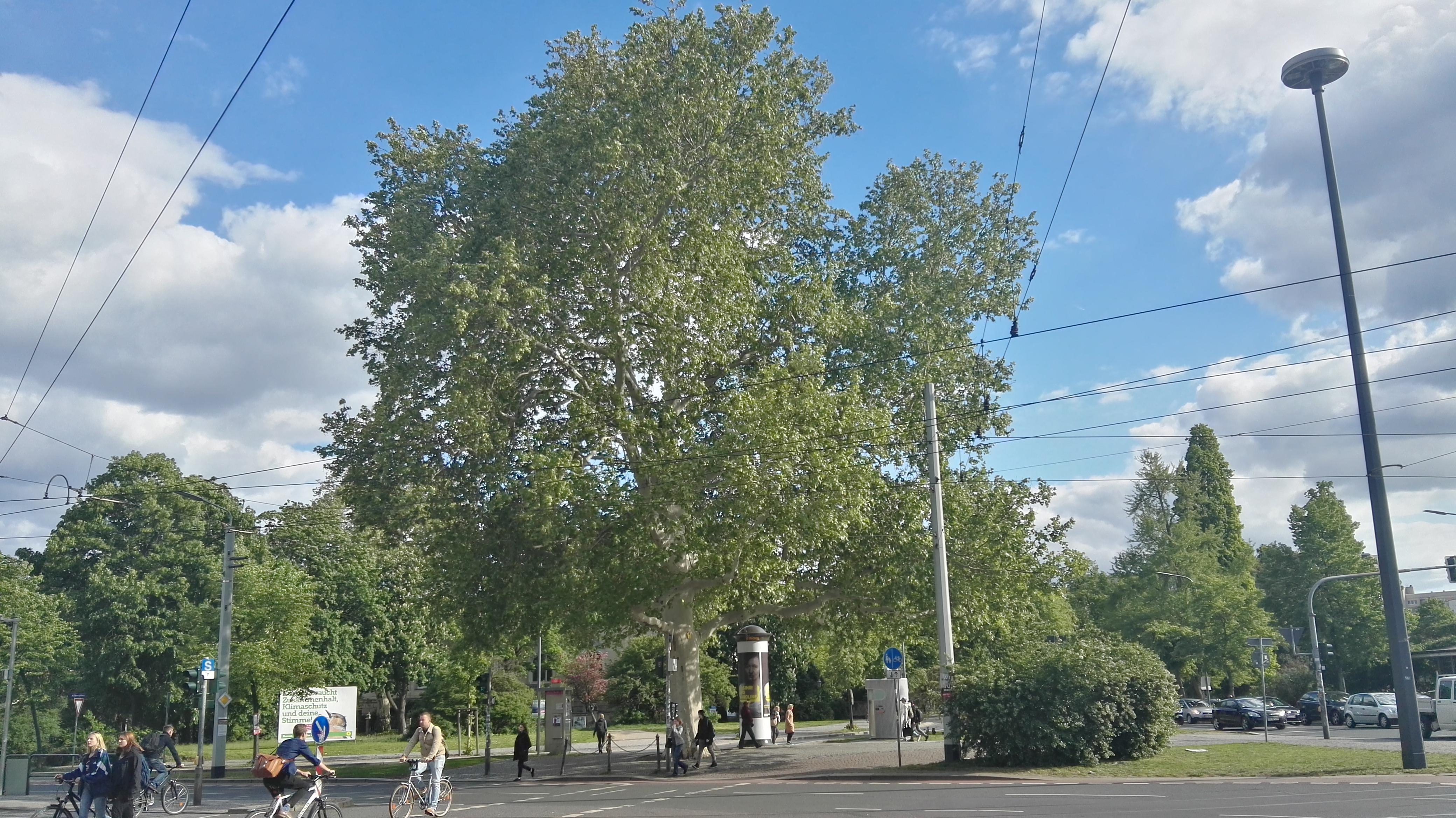
Platane im Kreuzungsbereich mit der Bautzner Straße, Mai 2019

Die Platane Albertplatz ist ein als Einzelbaum ausgewiesenes Naturdenkmal (ND 26) in der Inneren Neustadt von Dresden. Die Ahornblättrige Platane (Platanus × hispanica, Syn.: Platanus × acerifolia, Platanus × hybrida) mit einer Höhe von etwa 25 Metern und einem ebenso großen Kronendurchmesser bei einem Stammumfang von 3,3 Metern steht an der Nordostseite des Albertplatzes auf einer Verkehrsinsel am Übergang zur Bautzner Straße.

## Geschichte

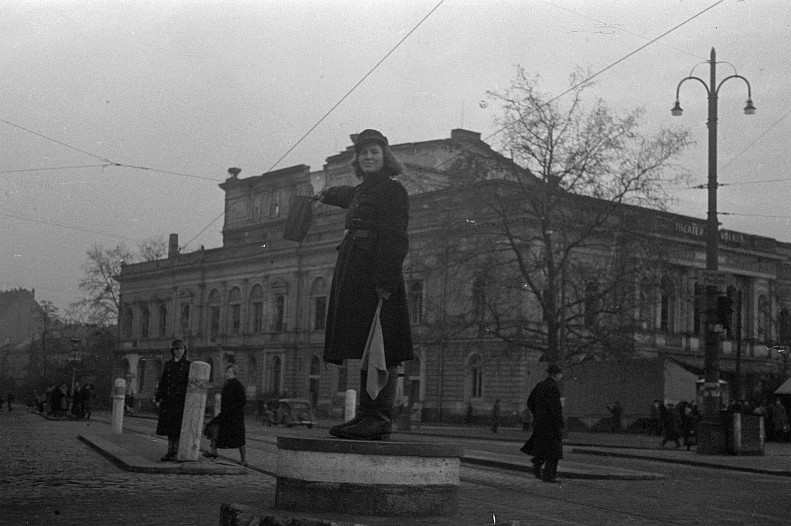
Platane vor dem Albert-Theater, im Rücken des Fotografen steht das Hochhaus am Albertplatz, 1947

Die Platane wurde um 1885 auf einer Freifläche des Albertplatzes gepflanzt. Sie stand somit von der Kreuzung von Anton-, Königsbrücker und Bautzner Straße aus vor dem Albert-Theater. Die in Europa typischerweise angepflanzte Gewöhnliche oder Ahornblättrige Platane ist eine winterharte und zugleich hitzeverträgliche Kreuzung zwischen der nordamerikanischen (P. occidentalis L.) und der orientalischen (P. orientalis L.) Platane, die sich gut als Straßenbaum eignet.
Der Baum überstand die Luftangriffe auf Dresden im Februar 1945, bei denen unter anderem das nahegelegene Albert-Theater ausbrannte.
Am 3. Januar 1985 fasste der Rat der Stadt Dresden einen Beschluss zur Unterschutzstellung von Naturdenkmalen. Im damaligen Stadtbezirk Dresden-Mitte betraf dies neben dieser Platane noch die Eiche Fetscherplatz und den Eisenholzbaum Mozartstraße. Seit der Ausweisung der Platanen-Allee Bremer Straße im Jahr 1999 als Naturdenkmal (ND 92) sind in Dresden weitere Platanen unter besonderen Schutz gestellt, allerdings erreichen die Allee-Bäume nicht die Größe dieses markanten Einzelbaums.

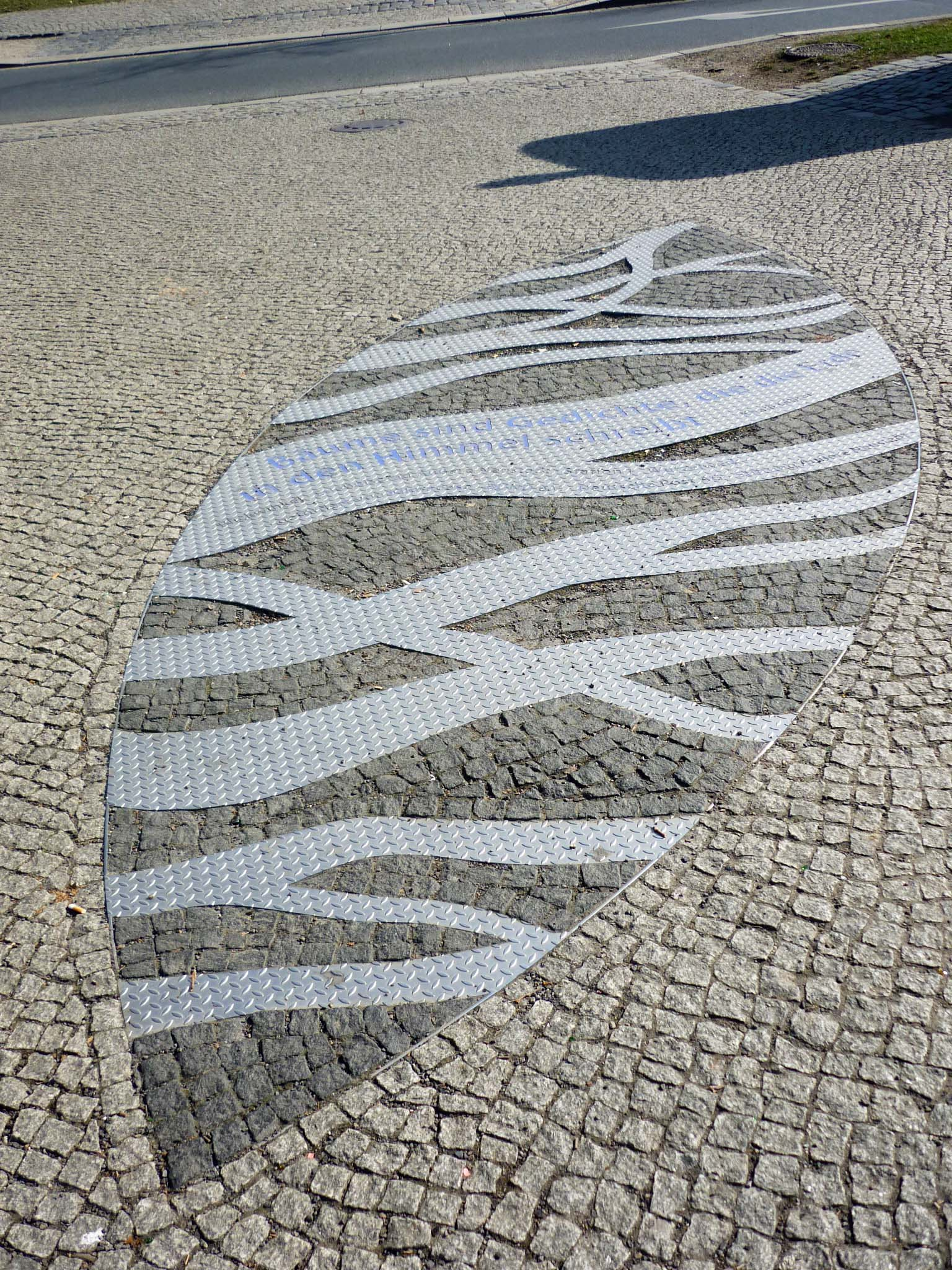
Wurzelwerk

Im Fußweg vor der Platane befindet sich seit 2005 die Bodeninstallation Wurzelwerk, ein künstlerisches „Sichtfenster“ in Form einer 5,40 Meter mal zwei Meter großen „Augenlinse“ aus schwarzem Basaltmosaikpflaster und Edelstahlblech, die das Wurzelwerk des Baums andeutet. Auf ihr steht eine  Weisheit des libanesischen Künstlers Khalil Gibran: „Bäume sind Gedichte, die die Erde in den Himmel schreibt.“